# Chis
Chis – miejscowość i gmina we Francji, w regionie Oksytania, w departamencie Pireneje Wysokie.
Według danych na rok 1990 gminę zamieszkiwały 212 osoby, a gęstość zaludnienia wynosiła 57 osób/km² (wśród 3020 gmin regionu Midi-Pireneje Chis plasuje się na 851. miejscu pod względem liczby ludności, natomiast pod względem powierzchni na miejscu 1593.).